# Gianluca Mirenda
Gianluca Mirenda (Catania, 17 november 1983) is een Italiaanse wielrenner. Hij behaalde nog geen professionele overwinningen.

## Resultaten in voornaamste wedstrijden
| Jaar | Ronde van Lombardije |
| ---- | -------------------- |
| 2009 | 99e                  |